# Grandrû
Grandrû település Franciaországban, Oise megyében. Lakosainak száma 367 fő (2022. január 1.). Grandrû Caillouël-Crépigny, Babœuf, Béhéricourt, Crisolles, Maucourt, Mondescourt és Quesmy községekkel határos.

## Népesség
A település népességének változása:
| Lakosok száma | 321  | 337  | 345  | 348  | 352  | 354  | 360  | 364  | 367  |
|               | 2013 | 2015 | 2016 | 2017 | 2018 | 2019 | 2020 | 2021 | 2022 |